# Обнажённая (картина Ренуара, 1876)
«Обнажённая» (фр. Nu féminin) — картина, написанная  в 1876 году французским художником Пьером Огюстом Ренуаром (Pierre-Auguste Renoir, 1841—1919). Принадлежит Государственному музею изобразительных искусств имени А.С. Пушкина в Москве, находится в галерее искусства стран Европы и Америки XIX—XX веков. Размер картины — 92 × 73 см.
Употребляются также другие названия этой картины: «Нагая женщина, сидящая на кушетке», «Анна» (по имени натурщицы), «После купания» и «Жемчужина».

## История
До 1896 года картина «Обнажённая» находилась в коллекции Эмманюэля Шабрие (Emmanuel Chabrier). Потом она была куплена известным парижским маршаном Полем Дюран-Рюэлем (Paul Durand-Ruel). В 1898 году Дюран-Рюэль продал её за 15 000 франков московскому купцу и коллекционеру Петру Щукину. После этого картина 14 лет провисела в спальне Петра Щукина, поскольку он не решался выставить её в своей галерее. В июне 1912 года картина была выкуплена у него его братом Сергеем Щукиным, и она оставалась в его коллекции с 1912 по 1918 год.
В 1918 году картина «Обнажённая» была передана в 1-й Музей новой западной живописи. В 1923 году он был объединён со 2-м Музеем новой западной живописи, и в результате был образован Государственный музей нового западного искусства (ГМНЗИ), в котором картина находилась до его упразднения в 1948 году. После этого картина была передана в Пушкинский музей, где она и находится до сих пор.

## Описание
Для картины Ренуару позировала известная парижская натурщица Анна. В качестве фона художник изобразил различные вещи, частично лежащие на кресле и кушетке, а частично разбросанные по сторонам. Для написания их тканей Ренуар использовал открытые, стремительные мазки. Фигура натурщицы написана в совершенно другом стиле — плотным и гладким письмом, сочетающим розовые и перламутровые краски. Реалистичность изображения человеческого тела воссоздается, благодаря небольшим мягким мазкам и лессировке, чтобы контуры тела казались более тонкими и подчеркнуть женственность своей модели.
Искусствовед Михаил Лебедянский писал:
Трудно найти в творчестве Ренуара более прекрасный женский портрет. На первый взгляд может показаться странным, что эта картина является портретом. Однако это именно портрет со всеми присущими этому жанру чертами, включая главную — раскрытие индивидуальных особенностей изображённой модели. И то, что модель обнажена, тоже является индивидуальной особенностью известной парижской натурщицы Анны и только ещё больше подчёркивает открытую взору неповторимую красоту прекрасной женщины.